# Eurostopodus
Eurostopodus là một chi chim trong họ Caprimulgidae.

## Các loài
- Eurostopodus argus Hartert 1892
- Eurostopodus mystacalis (Temminck) 1826
  - Eurostopodus mystacalis exul Mayr 1941 
  - Eurostopodus mystacalis mystacalis (Temminck) 1826
  - Eurostopodus mystacalis nigripennis Ramsay,E.P. 1882
- Eurostopodus diabolicus Stresemann 1931
- Eurostopodus papuensis (Schlegel) 1866
- Eurostopodus archboldi (Mayr & Rand) 1935
- Eurostopodus temminckii (Gould) 1838
- Eurostopodus macrotis (Vigors) 1831
  - Eurostopodus macrotis bourdilloni (Hume) 1875
  - Eurostopodus macrotis cerviniceps (Gould) 1838
  - Eurostopodus macrotis jacobsoni (Junge) 1936
  - Eurostopodus macrotis macropterus (Bonaparte) 1850
  - Eurostopodus macrotis macrotis (Vigors) 1831